# Rusty Fitzgerald
Rusty Fitzgerald (* 4. Oktober 1972 in Minneapolis, Minnesota) ist ein ehemaliger US-amerikanischer Eishockeyspieler, der im Verlauf seiner aktiven Karriere unter anderem in 30 Spielen für die Pittsburgh Penguins in der National Hockey League (NHL) zum Einsatz kam und zudem unter anderem für die Iserlohn Roosters und Frankfurt Lions in der Deutschen Eishockey Liga (DEL) spielte.

## Karriere
Rusty Fitzgerald spielte zunächst in der High-School-Meisterschaft des Bundesstaates Minnesota für die William M. Kelly High School und die Duluth East Greyhounds. Im NHL Entry Draft 1991 wurde er in der zweiten Runde an 38. Stelle von den Pittsburgh Penguins ausgewählt. Anschließend studierte Fitzgerald an der University of Minnesota Duluth und war auch für das dortige Eishockeyteam aktiv.
Da er zunächst sein Studium abschloss, kam der Stürmer erst 1995, im Alter von 23 Jahren, zu seinem Profidebüt. Er spielte kurz vor Ende der regulären Saison sowohl in der International Hockey League für die Cleveland Lumberjacks, als auch in der National Hockey League für die Pittsburgh Penguins und war auch in den Playoffs aktiv. Auch im nächsten Jahr ging Fitzgerald für diese beiden Mannschaften aufs Eis. In der Vorbereitung auf die Saison 1996/97 verletzte sich der Linksschütze am Knie und fiel für die gesamte Saison aus. Auch den Großteil der nächsten Spielzeit musste er aussetzen und spielte erst 1998 wieder 34 Spiele für die Lumberjacks in der IHL. Die Saison 1998/99 verbrachte Fitzgerald dann bei den Quad City Mallards in der United Hockey League. Hier war er bis Ende 1999 aktiv und wechselte dann 2000 zu den Manitoba Moose in die IHL.
Zur Spielzeit 2001/02 unterschrieb der Stürmer bei den Iserlohn Roosters aus der Deutschen Eishockey Liga. Hier stellte er mit 27 geschossenen Toren den bis 2008 gültigen Vereinsrekord auf. Da sich die Roosters nicht für die Playoffs qualifizieren konnten, absolvierte er im Frühjahr 2002 noch einige Partien in der West Coast Hockey League. Zur Saison 2002/03 wechselte Fitzgerald zu den Frankfurt Lions. Hier hatte er allerdings wieder mit Verletzungsproblemen zu kämpfen und kam nur auf 17 Spiele. Deshalb musste der US-Amerikaner im Anschluss seine Karriere beenden.

## Erfolge und Auszeichnungen
- 2001 John Cullen Award

## Karrierestatistik
(Legende zur Spielerstatistik: Sp oder GP = absolvierte Spiele; T oder G = erzielte Tore; V oder A = erzielte Assists; Pkt oder Pts = erzielte Scorerpunkte; SM oder PIM = erhaltene Strafminuten; +/− = Plus/Minus-Bilanz; PP = erzielte Überzahltore; SH = erzielte Unterzahltore; GW = erzielte Siegtore; 1 Play-downs/Relegation; Kursiv: Statistik nicht vollständig)

## Familie
Auch sein jüngerer Bruder Zack Fitzgerald war professioneller Eishockeyspieler. Er bestritt eine Partie für die Vancouver Canucks in der NHL und spielte darüber hinaus viele Jahre in der AHL sowie in der britischen Elite Ice Hockey League.